# Ana Soklič

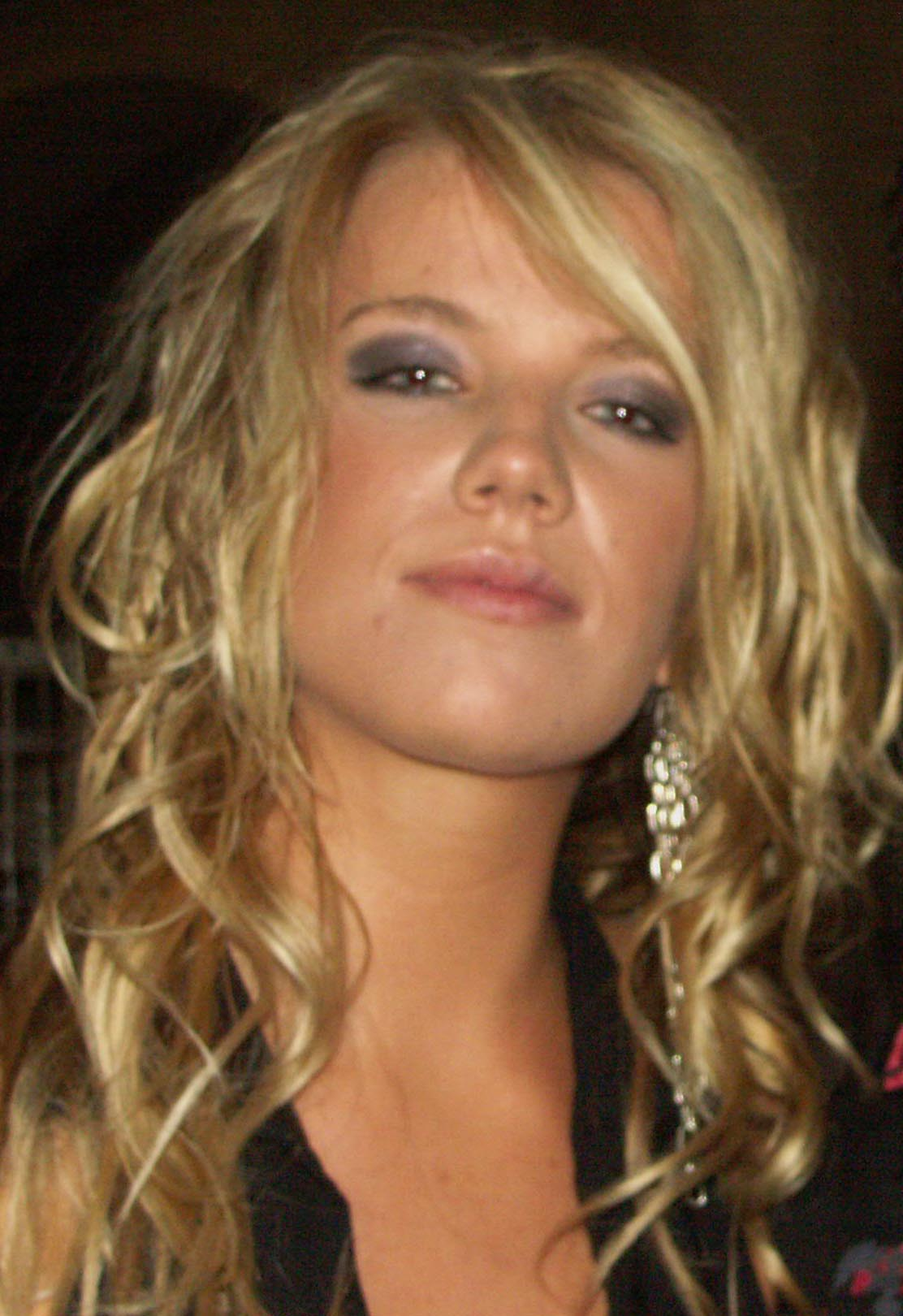
Ana Soklič, 2007

Ana Soklič (* 10. April 1984 in Bohinj, Slowenien), auch Anna Soklich, ist eine slowenische Sängerin. Sie vertrat Slowenien beim Eurovision Song Contest 2021 in Rotterdam.

## Biografie
Soklič wuchs in Bohinj auf. Mit dem Titel Voda gewann sie am 22. Februar 2020 den Wettbewerb EMA Evrovizija und sollte im Mai 2020 Slowenien beim Eurovision Song Contest in Rotterdam vertreten, dieser musste jedoch am 18. März 2020 aufgrund der COVID-19-Pandemie abgesagt werden. Am 16. Mai 2020 wurde bekanntgegeben, dass sie Slowenien stattdessen beim Eurovision Song Contest 2021 vertreten soll. Ihr Song Amen wurde am 27. Februar 2021 vorgestellt. Beim Wettbewerb erreichte sie im ersten Halbfinale am 18. Mai 2021 den 13. Platz und qualifizierte sich somit nicht für das Finale.

## Diskografie
Singles
- 2004: If You
- 2004: Cosmo
- 2007: Oče (Father)
- 2013: Naj Muzika Igra
- 2019: Temni Svet
- 2020: Voda
- 2021: Amen